# Michael Gothard
Michael Alan Gothard, angleški filmski in televizijski igralec, * 24. junij 1939, London, Združeno kraljestvo, † 2. december 1992, Hampstead.
Najbolj je poznan po svoji vlogi Kaija v televizijski seriji Arthur of the Britons in po vlogi antagonista Emilea Leopolda Locquea v filmu James Bond 007: Samo za tvoje oči (1981).

## Zgodnje življenje
Michael Alan Gothard se je rodil v Londonu, Anglija, Združeno kraljestvo. Potem, ko je zapustil šolo, je, ne da bi vedel, kaj natanko si želi narediti s svojim življenjem, je potoval po Evropi. Zamenjal je veliko služb; med drugim je delal tudi kot gradbinec. Kakšno leto je živel v ulici Boulevard St Michel v latinski četrti v Parizu. Za kratek čas je deloval tudi kot maneken. Dejal je: »Bil sem kot ravna deska in nisem mogel prezreti dejstva, da je vse skupaj kar malo smešno. Bil sem obešalnik za obleke, stvar, ne oseba.« Ob vrnitvi v Anglijo pri enaindvajsetih se je odločil, da bo postal igralec.

## Kariera
Michael Gothard se je pridružil gledališču za novo umetnost, kjer je pomagal premikati ozadja med scenami. Takrat je tudi zaigral v amaterskem filmu, ki ga je posnel njegov prijatelj. Potem, ko je dobil glavno vlogo v filmu, je dobil nov zagon za delovanje kot igralec. Medtem, ko je redno delal v navadnih službah, je zvečer hodil na učne ure igranja. V šestdesetih je zaigral v eni od prvih gledaliških iger gledališča Lunchtime, naslovljeni St. Martin's Lane Arhivirano 2013-02-05 at Archive.is. Njegova prva televizijska vloga je bila vloga v epizodi televizijske serije Out of the Unknown, naslovljeni »The Machine Stops«, leta 1966. Nato je nastopil v filmu Dona Levyja Herostratus (1967) in filmu Up the Junction (1968). Nato je kot antagonist Mordaunt nastopil v BBC-jevi upodobitvi knjige Twenty Years After (Further Adventures of the Musketeers).
Njegova upodobitev morilca Keitha iz nočnega kluba v filmu Scream and Scream Again, ki ga je režiral Gordon Hessler (takrat pod protekcijo Alfreda Hitchcocka) mu je priskrbela večjo prepoznavnost in prav zaradi slednje so mu ponudili mnogo drugih pomembnejših vlog. V filmu Keith policiji pobegne na enega najbolj slavnih načinov v zgodovini filma. V filmu so poleg njega zaigrali še Vincent Price, Peter Cushing in Christopher Lee. Producent filma, Louis M. Heyward, je o njegovem nastopu povedal: »Menil sem, da bo Michael Gothard postal eden od najbolj slavnih oseb na svetu. Imel je zmešan pogled in voljo, kar je bilo čudovito. Bil je otrok, ki se je z vsem srcem posvetil filmu. Se spomnite prizora, pri katerem se sprehaja na robu strme pečine? To je točka za kaskaderja in če bi bil igralec jaz, se ne bi strinjal; rekel bi: 'Dobi si dvojnika ali neumneža. Jaz nisem ne eno ne drugo.' A mulec se je  strinjal in to počel brez dvojnika - tako močno voljo je imel. Imel je veliko uglajenosti in stila. Gordon [Hessler] si je zamislil, da bi vse skupaj z žico le ustvarili kot iluzijo.«
Eden od filmov, po katerih je najbolje prepoznaven, je bila grozljivka Kena Russlla The Devils, v kateri je imel vlogo fanatičnega lovca na čarovnice in izganjalca hudiča, ki užali lik Vanesse Redgrave in muči lik Oliverja Reeda. Zaigral je tudi morilca Johna Feltona v filmu Trije mušketirji (1973) Richarda Lesterja, kjer je ponovno zaigral ob Oliverju Reedu.
Imel je stransko vlogo Kaija poleg Oliverja Tobiasa v vlogi Arthurja v filmu Arthur of the Britons v zgodnjih sedemdesetih. Širšemu občinstvu je postal bolj znan predvsem po svoji vlogi antagonista, belgijskega plačanca v filmu o Jamesu Bondu, 007: Samo za tvoje oči (1981), v katerem pa ni nikoli spregovoril. On je bil pravzaprav tisti, ki je predlagal za Emilea Leopolda Locquea značilna očala, ki jih nosi v filmu, saj je želel, da bi bil njegov lik videti bolj grozeč. Kasneje se je pojavil v stranski vlogi v znanstveno fantastični grozljivki Lifeforce Tobea Hooperja leta 1985. Leta 1988 je poleg Michaela Cainea v televizijskem filmu Jack Razparač zaigral Georgea Luska. Poleg Deana Stockwella in Shirley Knight je zaigral v epizodi »The Sweet Scent of Death« televizijske serije Hammer House of Mystery and Suspense, poznane tudi pod imenom Fox Mystery Theatre. Ena od njegovih zadnjih vlog je bila vloga v filmu Christopher Columbus: The Discovery leta 1992, v katerem se je v enem od prizorov za kratek čas pojavil ob Marlonu Brandu. Film, ki ga je režiral režiser filma Samo za tvoje oči, John Glen, je bil finančno izredno neuspešen.
John Glen je Michaela Gotharda za snemanje filma izbral še pred Marlonom Brandom, saj je želel vlogo Tomása de Torquemade, če bi jo Brando zavrnil, dodelil njemu. Marlon Brando je na prvi dan snemanja zamudil in zato je že prvi dan vlogo prevzel Michael Gothard. Kakorkoli že, Tom Selleck je režiserju povedal, da filma ne bo posnel, če v njem ne bo nastopil tudi Brando. Očitno se je to razvedelo, saj se je Marlon Brando že naslednji dan pojavil na snemanju in zahteval vlogo Tomása de Torquemade ter z Johnom Glenom ponovno posnel prizore, ki jih je prejšnji dan za njegov lik posnel že Michael Gothard. Glen je Gotharda vseeno opisal kot »zelo dobrega« in »očarljivega« igralca, pa tudi kot prijatelja.
Njegova zadnja vloga je bila vloga v filmu Davida Wickesa, Frankenstein, v katerem sta poleg nje zaigrala še Patrick Bergin in Randy Quaid.

## Smrt
Kmalu po izidu filma Frankenstein se je Michael Gothard pri triinpetdesetih letih obesil. Le dve leti po njegovi smrti je samomor naredila še ena članica igralske zasedbe filma Samo za tvoje oči, Jill Bennett.
Michael Gothard je umrl na svojem domu v Hampsteadu. Čeprav so mediji poročali, da je v svojem življenju hodil z več dekleti, se ni nikoli poročil. V zadnjem delu svojega življenja je trpel za hudo depresijo.
V Woodchestru, blizu Strouda, Gloucestershire, kjer so posneli prve prizore serije Arthur of the Britons, so njemu v spomin posadili drevo.

## Filmografija
- Frankenstein (1992) kot Boatswain
- Christopher Columbus: The Discovery (1992) kot inkvizitorjev vohun
- The Serpent of Death (1989) kot Xaros
- Gioco al massacro (1989)
- Going Undercover (1988) (alias Yellow Pages) as Strett
- Destroying Angel (1988) as najeti morilec
- Lifeforce (1985) kot Dr Bukovsky
- James Bond 007: Samo za tvoje oči (1981) kot Emile Leopold Locque
- Warlords of Atlantis (1978) kot Atmir
- Štirje mušketirji (1974) kot John Felton
- Trije mušketirji (1973) kot John Felton
- La Vallée (1972) kot Olivier
- The Devils (1971) kot Father Barre
- Whoever Slew Auntie Roo? (1971) kot Albie
- The Last Valley (1970) kot Hansen
- Scream and Scream Again (1970) kot Keith
- Michael Kohlhaas-Der Rebell (1969) kot John
- Up the Junction (1968) kot Terry
- Herostratus (1967) kot Max

## Televizija
- Jack Razparač (1988) kot George Lusk
- Hammer House of Mystery and Suspense (1986) kot Marvin
- Minder (1985) as Sergie
- Lytton's Diary (1985) kot Jake Cutler
- Scarecrow and Mrs. King (1984) kot Karl Portillo
- Ivanhoe (1982) kot Athelstone
- Shoestring (1981) kot Harry
- A Tale of Two Cities (1980) kot Gaspard
- The Professionals (1979) kot Kodai
- Warrior Queen (1978)
- King Arthur, the Young Warlord (1975) kot Kai
- Arthur of the Britons (1972–1973) kot Kai
- Menace (1970) kot Pip
- Paul Temple (1970) kot Ivan
- Randall and Hopkirk (Deceased) (1969) kot Perrin
- Department S (1969) kot Weber
- Fraud Squad (1969) kot Jacky Joyce
- Nine Bean Rows (1968) kot Pip
- The Further Adventures of the Three Musketeers (1967) kot Mordraunt
- Out of the Unknown (1966) kot Kuno